# Vermand
Vermand is een gemeente in het Franse departement Aisne (regio Hauts-de-France). De plaats maakt deel uit van het arrondissement Saint-Quentin. Vermand telde op 1 januari 2022 1.102 inwoners.

## Geografie
De oppervlakte vanVermand bedroeg op 1 januari 2022 15,75 vierkante kilometer; de bevolkingsdichtheid was toen 70 inwoners per km².
Het dorp bevindt zich op en tegen de westflank van het dal van de Omignon, een zijriviertje van de Somme; het hoogteverschil is 30 meter. Aan de overzijde ligt het gehucht Marteville.
De onderstaande kaart toont de ligging van Vermand met de belangrijkste infrastructuur en aangrenzende gemeenten.

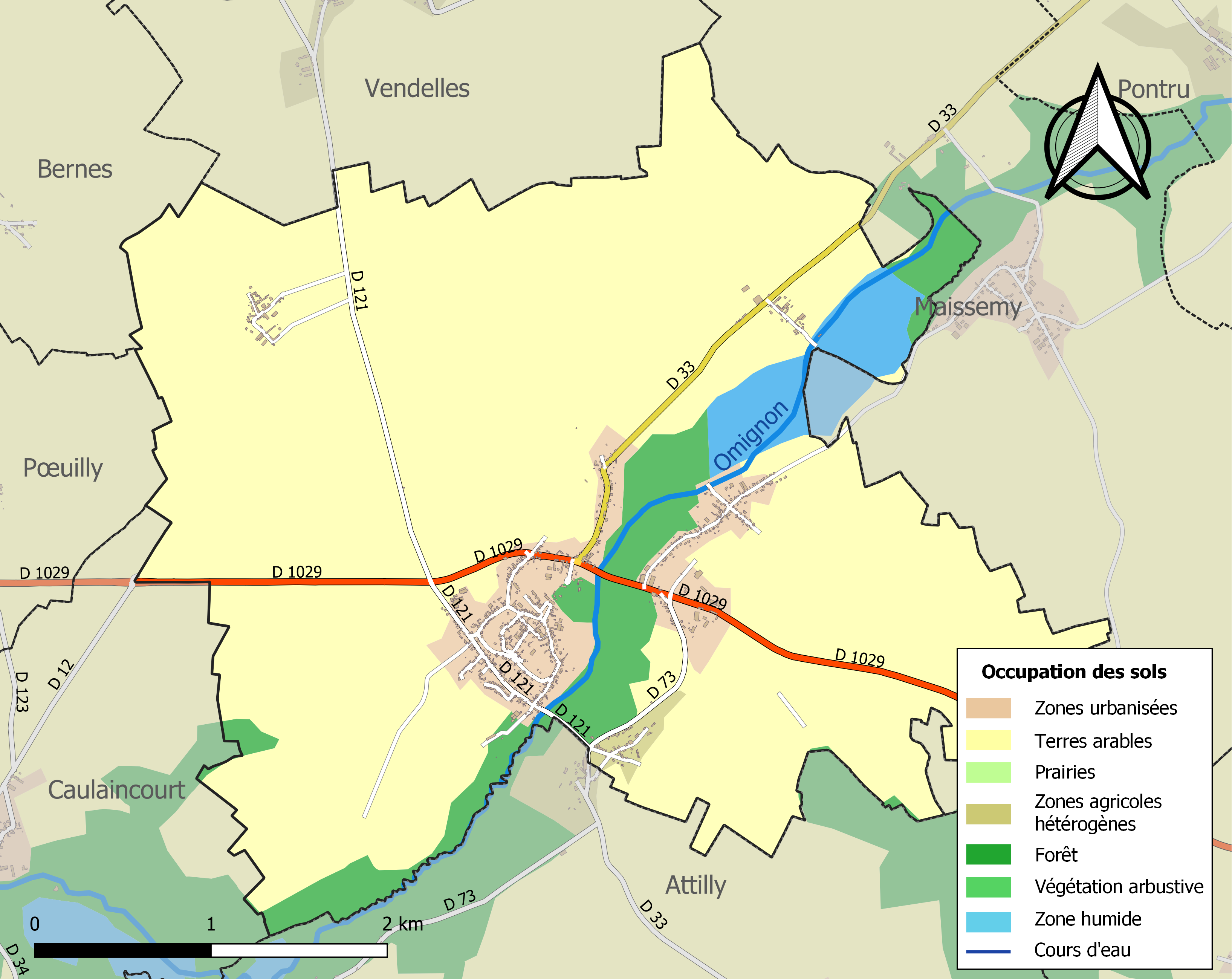

## Geschiedenis
Ten tijde van Julius Caesars verovering van Gallië (+/- 58 tot 50 v.Chr.) was dit de versterkte hoofdplaats van de Viromandui, de Gallische stam die zijn naam heeft gegeven aan het dorp en aan de omliggende streek, Vermandois. Delen van de legerplaats en van de begraafplaats zijn opgegraven; andere restanten zijn in de loop der tijd door graafwerkzaamheden verdwenen.
Grote delen van de Romeinse heerwegen die deze vesting verbonden met omliggende steden zoals Amiens, Cambrai, Bavay, Saint-Quentin en Noyon zijn nog in gebruik.
De plaats zelf werd bij een grote Germaanse invasie in 275 volledig verwoest; dit herhaalde zich nog enige malen. Steeds keerden er bewoners terug, maar al in de Frankische tijd (5e eeuw) was het niet meer dan een klein dorp, dat pas in 1068 zijn eigen parochie kreeg.
In de Eerste Wereldoorlog werd het dorp 30 maanden bezet gehouden door Duitse troepen, waarbij het opnieuw volledig verwoest werd.

## Demografie
Onderstaande figuur toont het verloop van het inwonertal (bron: INSEE-tellingen).
Vanwege een beveiligingsprobleem met de MediaWiki Graph-software is het momenteel niet mogelijk deze grafiek weer te geven. Zodra de software is bijgewerkt zal de grafiek vanzelf weer zichtbaar worden.